# Шлях Баннена
Шлях Баннена (англ. The Bannen Way) — фільм.

## Сюжет
Ніл Баннен любить красти і любить красивих жінок. Його батько — шеф поліції, а дядько — бос мафії. Він азартний і небезпечний, і той хто вирішив сунутися в його справи може ввечері не повернутися додому. Він отримує все що хоче але зав'язати зі злочинним світом чомусь не виходить. Але було б бажання.

## У ролях
- Марк Гантт — Ніл Баннен
- Ванесса Марсіл — Медісон
- Гебріел Тайгерман — Зік
- Майкл Айронсайд — шеф Баннен
- Роберт Форстер — містер Бі
- Майкл Лернер — Менш
- Скі Карр — Соні
- Отем Різер — Джейлбет
- Бріанна Девіс — Бомба
- Бріттані Ісібасі — Стилетто
- Брінн Тейер — Маргарет Баннен
- Роман Варшавскі — Дмитрій
- Пол Дьюк — Ганс
- Дін Крейлінг — Фінч
- Джефф Ньюман — Френсіс
- Джим Дауд — Джим
- Менюель Вррего — Манні
- Енді МакФі — Шнук